# Plunderers of Painted Flats
Plunderers of Painted Flats (Brasil: Sob o Domínio das Balas ) é um filme norte-americano de 1959, do gênero faroeste, dirigido por Albert C. Gannaway e estrelado por Corinne Calvet e John Carroll.

## Produção
Plunderers of Painted Flats é o último filme produzido pela Republic Pictures, um estúdio que se sustentou com filmes B durante toda sua curta existência -- vinte e cinco anos—principalmente faroestes, mas também seriados, filmes de ação, comédias e musicais. Nesse ano de 1959, a Republic lançou outras quatro produções antes de fechar as portas, porém duas eram filmes europeus, que ela apenas distribuiu, e as outras duas, versões reduzidas de antigos seriados.
O filme foi rodado em Naturama, um processo mais barato de tela widescreen, inventado pela Republic, há muito tempo em desuso.

## Sinopse
O jovem Joe Martin contrata o velho pistoleiro Ned East para liquidar o rancheiro Ed Sampson, responsável pela morte de seu pai. Entretanto, Ned acaba morto por Clint Jones, que estava a serviço de Ed. Daí, Joe conclama todos os concidadãos para limpar a cidade.

## Elenco
| Ator/Atriz      | Personagem   |
| --------------- | ------------ |
| Corinne Calvet  | Kathy Martin |
| John Carroll    | Clint Jones  |
| Skip Homeier    | Joe Martin   |
| George Macready | Ed Sampson   |
| Edmund Lowe     | Ned East     |
| Bea Benaderet   | Ella Heather |
| Madge Kennedy   | Mary East    |
| Joe Besser      | Andy Heather |
| Allan Lurie     | Cass Becker  |
| Candy Candido   | Barman       |
| Ricky Allen     | Timmy Martin |